# Newbold Pacey
Newbold Pacey est un village et une paroisse civile du Warwickshire, en Angleterre.